# HMAS Quadrant (G11)
«Квадрант» (англ. HMAS Quadrant (G11) — військовий корабель, ескадрений міноносець типу «Q» Королівського військово-морського флоту Великої Британії за часів Другої світової війни та Королівського військово-морського флоту Австралії за роки Холодної війни.
Ескадрений міноносець «Квадрант» закладений 24 вересня 1940 року на верфі компанії R. and W. Hawthorn, Leslie and Company, Limited у Геббурні. 28 лютого 1942 року він був спущений на воду, а 26 листопада 1942 року увійшов до складу Королівських ВМС Великої Британії. Есмінець брав участь у бойових діях на морі в Другій світовій війні, бився на Тихому океані.

## Історія служби

### 1943
27 лютого есмінець приєднався до ескорту конвою WS 27 у Клайді разом з лінкором «Малая» та есмінцями «Рейдер», «Квейл», «Квінборо» і «Волверін» як океанський супровід для проходу конвою через Атлантику. «Квейл» залишився з конвоєм WS 27, коли кораблі KMF 10A 2 березня від'єдналися від основних сил конвою, щоб відплисти до Гібралтару. 5 березня «Квадрант» залишив конвой, а 8 березня «Квейл», «Квінборо» і «Рейдер» залишили транспорти конвою після його прибуття до Фрітауна, Сьєрра-Леоне.

### 1944
19 квітня 1944 року «Квадрант» взяв участь у повітряно-морській військовій операції з бомбардування авіаносною авіацією союзників (оперативні групи 69 та 70) важливих цілей — об'єктів нафтової промисловості — на окупованій японськими військами території острову Сабанг (північніше Суматри).
З 16 на 17 травня «Квадрант» залучався до чергової масштабної військової операції із завдавання ураження японським об'єктам у Сурабаї. 6 травня 65-та оперативна група Східного флоту під командуванням адмірала Дж. Сомервілля вийшла з Тринкомалі й попрямувала в бік Голландської Ост-Індії. Одночасно 66-та оперативна група віцеадмірала А. Пауера вийшла з Коломбо.

### 1945
6 липня есмінець «Квадрант» увійшов до складу угруповання флоту, що діяло проти японських військово-морських сил